# Stygnocoris sabulosus
Stygnocoris sabulosus ist eine Wanze aus der Familie der Rhyparochromidae.

## Merkmale
Die Wanzen werden 2,4 bis 3,2 Millimeter lang. Vertreter der Gattung Stygnocoris erkennt man durch die feine Behaarung auf dem Pronotum und den Hemielytren. Das Pronotum ist komplett punktiert und die Schenkel (Femora) der Vorderbeine tragen keine Sporne. Stygnocoris sabulosus kann man von der ähnlichen Stygnocoris fuligineus durch ihre glänzende Dorsalseite, die lange, aufrechte Beflaumung und die komplett blassen Beine unterscheiden. Sie hat auch Ähnlichkeit mit Lasiosomus enervis. Diese Art ist auch blass beflaumt, ihre vordere Hälfte des Pronotums ist aber nicht punktiert und die Punktreihen am Corium der Hemielytren haben größere Zwischenräume zwischen den Punkten. Die Tiere haben immer voll entwickelte (makroptere) Flügel.

## Verbreitung und Lebensraum
Die Art ist von Nordafrika und Europa, mit Ausnahme des hohen Nordens, östlich bis Sibirien und durch Zentralasien bis Japan verbreitet. Sie ist vermutlich in Nordamerika eingeschleppt worden. Die Art ist in Deutschland weit verbreitet und dort die häufigste Art der Gattung. Sie ist jedoch im Norden häufiger als im Süden. In Österreich ist sie verbreitet, aber weniger häufig als Stygnocoris rusticus. Sie tritt in den Alpen bis in subalpine Lagen auf. In Großbritannien ist sie verbreitet und häufig. Besiedelt werden besonders offene bis leicht beschattete Lebensräume, unabhängig vom Feuchtigkeitsgrad. Man findet sie aber vor allem auf sandigen und kalkigen Böden.

## Lebensweise
Die Tiere ernähren sich von den Samen vieler verschiedener krautiger Pflanzenarten und Gräser, sind aber besonders an die Besenheide (Calluna vulgaris) angepasst. Die Imagines klettern im September und Oktober auf die Pflanzen und saugen an den reifenden Samen, im Oktober und November saugen sie an auf den Boden gefallenen Samen. Die Paarung findet erst ab August und September statt, die Eier werden ab September bis in den Januar hinein in der Bodenstreu abgelegt. Die Überwinterung findet im Ei statt, nur einzelne Imagines, vor allem Weibchen, überleben den Wintern und treten dann ab März und April auf. Sie können dann aber nur mehr wenige oder gar keine Eier ablegen. Ab Mai schlüpfen die Nymphen der überwinternden Eier. Sie häuten sich ab der zweiten Julihälfte zu Imagines.

## Belege